# ルネ・ヴェルタ
ルネ・ヴェルタ（Rune Velta、1989年7月19日 - ）はノルウェー、アーケシュフース県バールム出身の元スキージャンプ選手である。

## プロフィール
ヴェルタは2010年3月14日のホルメンコーレンスキー大会でスキージャンプ・ワールドカップにデビュー、43位となった。
翌シーズンはトップチームに加わり、総合36位となった。また3月26日のノルウェー選手権ノーマルヒルでは2位となった。
2011-2012シーズンはワールドカップで安定してポイントを獲得、2月のスキーフライング世界選手権では個人戦で銀メダルを獲得し、ワールドカップ総合17位と躍進した。
2012-2013シーズンは1月9日のラージヒル（ポーランド・ヴィスワ）で自身初の表彰台となる3位、シーズン最終戦のフライング（スロベニア・プラニツァ）では自己最高の2位となった。ワールドカップ総合は23位だった。
2013-14シーズンは調子を落とし、予選落ちや2回目に進めない試合が多かったが、2014-15シーズンは徐々に調子を上げ、世界選手権（スウェーデン・ファールン）で個人ノーマルヒルおよび団体ラージヒルの2つの金メダルを含む出場4種目すべてでメダルを獲得し、またワールドカップでも2位1回、3位3回となり、総合8位でシーズンを終えた。
2016年夏、現役を引退を表明した。